# Наутико (футбольный клуб, Боа-Виста)
«На́утико» (порт.-браз. Náutico Futebol Clube) — бразильский футбольный клуб представляющий город Боа-Виста штата Рорайма. В 2022 году клуб выступал в Серии D Бразилии.

## История
Клуб основан 22 декабря 1962 года, домашние матчи проводит на арене «Канариньо», вмещающей 4 556 зрителей. В чемпионате штата Рорайма, клуб побеждал три раза, в 1968 (неофициальный турнир), 2013 и 2015 годах. В 2012—2013, 2015—2016 и в 2022 годах клуб играл в Серии D чемпионата Бразилии.

## Достижения
- Чемпион Лиги Рорайменсе (3): 1967, 2013, 2015